# Saint-Victor-sur-Arlanc
Saint-Victor-sur-Arlanc – miejscowość i gmina we Francji, w regionie Owernia-Rodan-Alpy, w departamencie Górna Loara.
Według danych na rok 1990 gminę zamieszkiwało 111 osób, a gęstość zaludnienia wynosiła 9 osób/km² (wśród 1310 gmin Owernii Saint-Victor-sur-Arlanc plasuje się na 733. miejscu pod względem liczby ludności, natomiast pod względem powierzchni na miejscu 727.).